# Love Is a Four Letter Word (album)
| Đánh giá chuyên môn  | Đánh giá chuyên môn |
| Điểm trung bình      | Điểm trung bình     |
| Nguồn                | Đánh giá            |
| -------------------- | ------------------- |
| Metacritic           | (63/100)            |
| Nguồn đánh giá       |                     |
| Nguồn                | Đánh giá            |
| AllMusic             |                     |
| Boston Globe         | tích cực            |
| Entertainment Weekly | B                   |
| The Guardian         |                     |
| Metro UK             | có triển vọng       |
| New York Times       | có triển vọng       |
| The Observer         |                     |
| Rolling Stone        |                     |
| Virgin Media         |                     |
| Under The Gun        | 7.5/10              |

Love Is a Four Letter Word là album phòng thu thứ tư của ca sĩ-nhạc sĩ người Mỹ Jason Mraz, phát hành ngày 13 tháng 4 năm 2012, bởi Atlantic Records.

## Danh sách track
| STT | Nhan đề                                      | Sáng tác                                                   | Thời lượng |
| --- | -------------------------------------------- | ---------------------------------------------------------- | ---------- |
| 1.  | "The Freedom Song"                           | Luc Reynaud                                                | 3:59       |
| 2.  | "Living in the Moment"                       | Jason Mraz, Rick Nowels                                    | 3:55       |
| 3.  | "The Woman I Love"                           | Mraz, David Hodges                                         | 3:10       |
| 4.  | "I Won't Give Up"                            | Mraz, Michael Natter                                       | 4:00       |
| 5.  | "5/6"                                        | Mraz, Natter                                               | 5:57       |
| 6.  | "Everything Is Sound"                        | Mraz, Tyler Phillips, Matt Hales, Mike Daly, Martin Terefe | 4:45       |
| 7.  | "93 Million Miles"                           | Mraz, Natter, Daly                                         | 3:36       |
| 8.  | "Frank D. Fixer"                             | Mraz, Martin Terefe, Sacha Skarbek                         | 4:45       |
| 9.  | "Who's Thinking About You Now?"              | Mraz, Eric Hinojosa                                        | 4:47       |
| 10. | "In Your Hands"                              | Mraz, Skarbek                                              | 4:51       |
| 11. | "Be Honest" (hợp tác với Inara George)       | Mraz, Natter                                               | 3:25       |
| 12. | "The World as I See It"                      | Mraz, Rick Nowels                                          | 3:59       |
| 13. | "I'm Coming Over" (track ẩn; chỉ có ở album) | Mraz, Daly                                                 | 4:29       |

| iTunes and jasonmraz.com bonus tracks | iTunes and jasonmraz.com bonus tracks           | iTunes and jasonmraz.com bonus tracks | iTunes and jasonmraz.com bonus tracks |
| STT                                   | Nhan đề                                         | Sáng tác                              | Thời lượng                            |
| ------------------------------------- | ----------------------------------------------- | ------------------------------------- | ------------------------------------- |
| 14.                                   | "I Won't Give Up" (demo)                        | Mraz, Natter                          | 5:16                                  |
| 15.                                   | "The World as I See It" (live EP version)       | Mraz, Nowels                          | 8:34                                  |
| 16.                                   | "You Fuckin' Did It" (explicit live EP version) | Mraz, Noel Rivera                     | 5:05                                  |
| 17.                                   | "The Woman I Love" (live EP version)            | Mraz, Hodges                          | 3:20                                  |
| 18.                                   | "I Never Knew You" (live EP version)            | Mraz                                  | 8:55                                  |
| 19.                                   | "I Won't Give Up" (video)                       | Mraz, Natter                          | 4:35                                  |

| jasonmraz.com pre-order bonus track | jasonmraz.com pre-order bonus track | jasonmraz.com pre-order bonus track | jasonmraz.com pre-order bonus track |
| STT                                 | Nhan đề                             | Sáng tác                            | Thời lượng                          |
| ----------------------------------- | ----------------------------------- | ----------------------------------- | ----------------------------------- |
| 20.                                 | "Collapsible Plans"                 | Mraz                                | 5:15                                |

| Japanese version bonus track | Japanese version bonus track | Japanese version bonus track | Japanese version bonus track |
| STT                          | Nhan đề                      | Sáng tác                     | Thời lượng                   |
| ---------------------------- | ---------------------------- | ---------------------------- | ---------------------------- |
| 20.                          | "Don't Change"               | Mraz                         | 4:11                         |

## Bảng xếp hạng và chứng nhận
| Bảng xếp hạng (2012)                    | Vị trí cao nhất |
| --------------------------------------- | --------------- |
| Album Úc (ARIA)                         | 23              |
| Album Áo (Ö3 Austria)                   | 6               |
| Album Bỉ (Ultratop Vlaanderen)          | 22              |
| Album Bỉ (Ultratop Wallonie)            | 24              |
| Album Canada (Billboard)                | 1               |
| Album Đan Mạch (Hitlisten)              | 15              |
| Album Hà Lan (Album Top 100)            | 2               |
| Album Pháp (SNEP)                       | 15              |
| Album Đức (Offizielle Top 100)          | 12              |
| Album Ireland (IRMA)                    | 19              |
| Album Ý (FIMI)                          | 70              |
| Album New Zealand (RMNZ)                | 25              |
| Album Na Uy (VG-lista)                  | 10              |
| Album Bồ Đào Nha (AFP)                  | 29              |
| Scottish Albums Chart (OCC)             | 5               |
| Album Tây Ban Nha (PROMUSICAE)          | 15              |
| Album Thụy Sĩ (Schweizer Hitparade)     | 4               |
| UK Albums (OCC)                         | 2               |
| Album Hoa Kỳ Billboard 200              | 2               |
| Album Hoa Kỳ Top Rock (Billboard)       | 1               |
| Album Hoa Kỳ Digital (Billboard)        | 1               |
| Album Hoa Kỳ Top Tastemaker (Billboard) | 14              |

| Bảng xếp hạng (2012)           | Vị trí |
| ------------------------------ | ------ |
| Canadian Albums (Billboard)    | 33     |
| Dutch Albums (Album Top 100)   | 29     |
| UK Albums (OCC)                | 156    |
| US Billboard 200               | 69     |
| US Top Rock Albums (Billboard) | 19     |

| Quốc gia | Chứng nhận | Số đơn vị/doanh số chứng nhận |
| --- | ---------- | ----------------------------- |
| Brasil (Pro-Música Brasil) | Vàng       | 20.000*                       |
| Canada (Music Canada) | Bạch kim   | 80.000^                       |
| Anh Quốc (BPI) | Vàng       | 100.000‡                      |
| Hoa Kỳ (RIAA) | Bạch kim   | 1.000.000^                    |
| * Chứng nhận dựa theo doanh số tiêu thụ. ^ Chứng nhận dựa theo doanh số nhập hàng. ‡ Chứng nhận dựa theo doanh số tiêu thụ và phát trực tuyến. |            |                               |

## Lịch sử phát hành
| Vùng           | Ngày                | Định dạng    | Nhãn               |
| -------------- | ------------------- | ------------ | ------------------ |
| Đức            | 13 tháng 4 năm 2012 | CD, tải nhạc | Atlantic Records   |
| Vương quốc Anh | 16 tháng 4 năm 2012 | CD, tải nhạc | Atlantic Records   |
| Hoa Kỳ         | 17 tháng 4 năm 2012 | CD, tải nhạc | Atlantic Records   |
| Đài Loan       | 17 tháng 4 năm 2012 | CD, tải nhạc | Warner Music Group |
| Ba Lan         | 23 tháng 4 năm 2012 | CD, tải nhạc | Warner Music Group |